# Jalifa I de Zanzíbar
Julifa I bin Saíd d, GCMG, (Khalifa o Chalîfe) (1852- 13 de febrero de 1890) (en árabe: خليفة بن سعيد البوسعيد‎) fue el tercer sultán de Zanzíbar. Gobernó Zanzíbar desde el 26 de marzo de 1888 al 13 de febrero de 1890 y fue sucedido por su hermano, Alí ibn Said Al-Busaid.
Es un hecho bien conocido en Zanzíbar que Barghash, tan pronto como ascendió al trono en 1870 de repente y sin causa alguna puso a su hermano pequeño Chalîfe en prisión. El pobre languideció allí durante tres largos años en la mazmorra, con pesados grilletes de hierro y cadenas. ¿Y por qué? Nadie lo sabe. Puede que Barghash temiera que Chalîfe, el siguiente en la sucesión al trono, pudiera urdir los mismos planes traicioneros que el propio Barghash había intentado en una ocasión contra su hermano Majid. Emily Ruete p. 398 (Ruete, hermana de los sultanes de Zanzíbar, escribió este testimonio hacia 1886).
Según su hermana Emily Ruete, Barghash no liberó a Khalifah hasta que una de sus hermanas se dispuso a peregrinar a La Meca y él no quería que recayera sobre él una maldición pronunciada en la Ciudad Santa del Profeta. Pero su hermana no le perdonó hasta que hubo liberado al inocente Chalîfe.
Según Ruete, Barghash continuó espiando a Khalifah y sus amigos. Menciona una ocasión en la que aparentemente el sultán Barghash arruinó a un jeque y amigo de Khalifah, para que así los demás jeques le retiraran su apoyo.
Una vez accedió al trono, el sultán Khalifah continuó con la política abolicionista de su predecesor. Sin embargo, durante su reinado perdió varios territorios en la costa oriental de África debido a las apetencias coloniales de Alemania y el Reino Unido. Inició una política de proximidad hacia el Reino Unido, lo que hizo que su reino perdiera gran parte de su autonomía.
El sultán Khalifah I fue nombrado Caballero de Honor de la Gran Cruz de la Orden de San Miguel y San Jorge del Reino Unido el 18 de diciembre de 1889.

## Títulos
- 1852 - 26 de marzo de 1888: Sayyid Khalifa I ibn Said
- 26 de marzo - 13 de junio de 1888: Su Alteza el Sultán Sayyid Khalifah I ibn Said, sultán de Zanzíbar
- 13 de junio de 1888 - 13 de febrero de 1890: Su Alteza el Sultán Sayyid Sir Khalifah I ibn Said, sultán de Zanzíbar Caballero de San Miguel y San Jorge.